# Rio rummy
Rio rummy, även kallat poker-rummy, är ett kortspel som hör till rummy-familjen, en grupp besläktade spel som alla har en likartad spelmekanism och som går ut på att bilda kombinationer av korten. Det som främst kännetecknar Rio rummy och som skiljer det från andra rummyspel är att det spelas med insatser.
Insatserna görs i form av marker till en pott. Alla spelare lägger en obligatorisk grundinsats. Därefter har spelarna möjlighet att göra ytterligare insatser eller att lägga sig, det vill säga avstå från att delta i spelet i den given.
Spelet vinns av den spelare som först lyckats gruppera alla sina kort på handen i kombinationer, bestående av tre eller fyra kort med samma valör, eller av minst tre kort i följd i samma färg. Vinnaren tar hem potten.